# Kasperowszczyzna (rejon wołożyński)
Kasperowszczyzna – dawny majątek. Tereny, na których leżał, znajdują się obecnie na Białorusi, w obwodzie mińskim, w rejonie wołożyńskim, w sielsowiecie Dory.

## Historia
W czasach zaborów folwark w gminie Hermaniszki, w powiecie wilejskim, w guberni wileńskiej Imperium Rosyjskiego. W 1866 roku należał do Gnatowskich.
W latach 1921–1945 folwark a następnie majątek leżał w Polsce, w województwie wileńskim, w powiecie wilejskim, od 1927 roku w powiecie mołodeczańskim, w gminie Gródek.
Według Powszechnego Spisu Ludności z 1921 roku zamieszkiwało tu 49 osób, 14 było wyznania rzymskokatolickiego, 28 prawosławnego a 7 mojżeszowego. Jednocześnie wszyscy mieszkańcy zadeklarowali polską przynależność narodową. Było tu 8 budynków mieszkalnych. W 1931 w 7 domach zamieszkiwało 27 osób.
Wierni należeli do parafii rzymskokatolickiej w Chołchle i parafii prawosławnej w Jarszewiczach. Miejscowość podlegała pod Sąd Grodzki w Rakowie i Okręgowy w Wilnie; właściwy urząd pocztowy mieścił się w Gródku.